# Зуринская волость
Зуринская волость — волость в Глазовском уезде Вятской губернии. Волостной центр — село Зура. Существовала в 1918—1929 годах. Ныне территория Игринского района Удмуртии.

## География
Согласно справочнику по территориальному и административному делению СССР от 1926 года, площадь волости составляла 652 км², волость включала 118 селений, состоящих из 3370 дворов с общим населением в 22295 человек.

## История
Образована в составе Глазовского уезда 2 апреля 1918 года, в основном из населённых пунктов Игринской волости. 5 января 1921 года Зуринская волость Глазовского уезда была передана в Вотскую АО. 8 декабря 1921 года волость передаётся в Дебёсский уезд, но уже 26 ноября 1923 года, в результате его расформирования, возвращается в Глазовский уезд. 28 июля 1924 года к ней присоединяется населённые пункты упразднённых Игринской, Большепургинской, Чутырской и некоторых других волостей.
В 1924 году волость состояла из 7 сельсоветов: Большепургинского (селения Большая Пурга, Башмаково, Беляевский починок, Беньшур, починок Большой Шишур, Вотский Кожой, Вукобер, Итадур, Ивановская, Кедзя, Костошур, Малый Шишур, Митроки, Новонолинский, Палым, Новоглазово, починок По речек Сюрсовай, Русский Кожой, Сепож,Троицкий и Тупал-Пурга), Быдзимошурского, Гереевского, Деменлудского, Зуринского, Игринского и Сепского. В 1925 году сельсоветы были разукрупнены и их стало 11: были вновь созданы Бачкевский, Кузьмовырский, Сепожский (в его состав вошли селения Башмаково, Беляевский починок, Вотский Кожой, Вукобер, Ивановская, Костошур, Митроки, Новоглазово, Палым, Русский Кожой и Троицкий Большепургинского с/с) и Тюптиевский сельсоветы, после чего вплоть до 1929 года состав волости не изменялся.
Согласно справочнику по территориальному и административному делению СССР от 1926 года, площадь волости составляла 652 км², волость включала 118 селений, состоящих из 3370 дворов с общим населением в 22295 человек.
В 1929 году в ходе территориальной реформы волость была ликвидирована, а её сельские советы были включены в Зуринский район.